# 久保雅樹
久保 雅樹（くぼ まさき）は、日本のダンスボーカルグループ、ハニカム.トーキョーのメンバーのひとり。飼ってるうさぎの名前はしゃけ
|          | 久保雅樹 （MASAKI KUBO） |
| -------- | ------------------------ |
| 生年月日 | 1993年5月10日            |
| 現年齢   | 27歳                     |
| 出身地   | 堺市                     |
| 所属     | ハニカム.トーキョー      |
| 身長     | 168cm                    |
| 体重     | 53kg                     |

## 経歴
アイドル
男性5人組ダンスボーカルグループ「ハニカム.トーキョー」のメンバー。ライブなどのMCではメンバーを引っ張ることも。
趣味は鮭研究、サッカー、ギター。

## 出演
- 世界の国境を歩いてみたら…第12回　タイとラオスの国境ハンティングを行った。
- 主役の椅子はオレの椅子（2020年9月16日 - 、ABEMA）[1]